# Bitka na Ager Sanguinisu
Bitka na Ager Sanguinisu (oz. bitka na krvavem polju; tudi bitka pri Sarmadi) je bil spopad med križarsko  državo Antiohijo in Ortokidi iz Alepa 28. junija 1119.

## Zgodovinsko ozadje
Kneževina Antiohija, pa tudi druge križarske države, so bila stalno v vojni z muslimanskimi državami iz severne Sirije in severne Mezopotamije (Al Džazire) ter kneževinama Alep in Mosul. Ko je vladar Alepa Ridvan leta 1113 umrl, se je začelo obdobje miru, ki pa je trajalo samo nekaj let. Rogerij Salernski, ki je vladal Antiohiji kot regent namesto Bohemonda II., Ridvanove smrti ni znal izkoristiti. Enako napako sta naredila tudi Baldvin II. Edeški in grof Pons Tripolijski. Oba sta gledala samo na svoje interese in se nista povezala z Rogerijem v vojni proti Alepu.
Leta 1117 je v Alepu prišel na oblast ortokidski atabeg Ilgazi. Naslednje leto je Rogerij zavzel A'zāz v severni Siriji in odprl pot za križarski napad na Alep. Ilgazijev povračilni ukrep je bil napad na Antiohijo leta 1119. Rogerij in latinski partiarh Antiohije Bernard Valenški sta bila takrat v dobro utrjeni trdnjavi Artah nedaleč od Antiohije. Patriarh je Rogeriju svetoval, naj prosi za pomoč novega jeruzalemskega kralja Baldvina II. in grofa Ponsa Tripolijskega, Rogerij pa je menil, da ne more čakati na njun prihod in se je z vojsko umaknil iz trdnjave. 
Ko se je Rogerij utaboril na prelazu Sarmada, je Ilgazi začel oblegati trdnjavo al Atārib zahodno od Alepa. Manjši vojaški oddelek pod poveljstvom Roberta Vieux-Pontskega je šel v napad na oblegovalce, Ilgazi pa se je na videz umaknil. Značilna turška taktika napadi-in-se-umakni je zopet delovala: Robertovo vojsko so zvabili iz trdnjave in jo počakali v zasedi. 

## Bitka
Ilgazi je pričakoval pomoč Togtekina, buridskega emirja Damaska, vendar je bil tudi sam utrujen od čakanja, zato je ponoči 27. junija obkolil Rogerijev tabor. Rogerijeva vojska, ki je štela kakšnih 3.700 mož (700 vitezov in 3.000 pešcev, med katerimi so bili tudi turški najemniki), se je razdelila na tri oddelke. Spopad se je začel naslednje jutro 28. junija. Križarska vojska je bila na začetku spopada uspešnejša, vendar je Ilgazijeva vojska kmalu prevzeli pobudo. Oddelek Roberta StLojskega in turške najemnike so potisnili nazaj v Rogerijev oddelek in ga razpršili. Med bojem je bil Rogerij ubit, ostanek vojske pa so muslimani popolnoma uničili. Preživela sta samo dva viteza. Eden od njiju je bil Rajnald Mazoiz, ki je uspel ubežati v trdnjavo Sarmada in je tam čakal na prihod kralja Baldvina, vendar so ga Turki še pred Baldvinovim prihodom ujeli. Drugi preživeli vitez je bil kancler Valter, ki je kasneje opisal potek bitke. Bitki je sledil pokol, ki je dal prizorišču ime ager sanguinis – krvavo polje. 

## Posledice
Bitka je bila za muslimane dokaz, da lahko porazijo križarje brez pomoči Seldžukov. Po bitki je Ilgazi prodiral naprej proti Antiohiji. Obrambo mesta je organiziral regent patriarh Bernard. Zaradi pritiska kralja Baldvina II. in Ponsa Tripolijskega se je moral 14. avgusta umakniti, regentstvo Antiohije pa je prevzel Baldvin. 
Bitka na krvavem polju, je močno oslabila Antiohijo in v naslednjem desetletju je postala stalna tarča muslimanskih napadov. Končni rezultat stalnih napadov je bil, da je kneževina prišla pod oblast Bizantinskega cesarstva.  